# NoViolet Bulawayo
NoViolet Bulawayo (bút danh của Elizabeth Zandile Tshele, sinh ngày 12 tháng 10 năm 1981 tại Tsholotsho)  là một tác giả người Zimbabwe, và Stegner Fellow tại Đại học Stanford (2012-14). Năm 2012, Quỹ sách quốc gia đã đặt tên cho cô là một người được vinh danh dưới 5 tuổi.

## Đời sống
Bulawayo sinh ra và lớn lên ở Zimbabwe và học tại trường trung học Njube và sau đó là trường trung học Mzilikazi cho trình độ A của cô. Cô đã hoàn thành chương trình giáo dục đại học ở Mỹ, học tại Kalamazoo Valley Community College, và lấy bằng cử nhân và thạc sĩ bằng tiếng Anh từ Đại học Texas A & M - Đại học Thương mại và Đại học Phương thức miền Nam. Năm 2010, cô đã hoàn thành bằng thạc sĩ mỹ thuật viết sáng tạo tại Đại học Cornell, nơi công việc của cô được công nhận với học bổng Truman Capote.
Năm 2011, cô đã giành được giải thưởng Caine với câu chuyện "Đánh Budapest", đã được xuất bản trong số tháng 11/tháng 12 năm 2010 của Tạp chí Boston  và trở thành chương mở đầu cho tiểu thuyết đầu tay năm 2013 của cô. Chúng tôi cần những cái tên mới được đưa vào danh sách rút gọn Giải thưởng Man Booker 2013, khiến Bulawayo trở thành người phụ nữ da đen châu Phi đầu tiên và là người Zimbabwe đầu tiên lọt vào danh sách giải thưởng. Cô cũng đã giành được giải thưởng Etaluat cho Văn học và Giải thưởng Hemingway Foundation / PEN, trong số các giải thưởng khác.
Năm 2011, có thông tin rằng cô đã bắt đầu làm việc trong một dự án hồi ký. Bulawayo ngồi trong hội đồng quản trị của sáng kiến văn học Pan-Phi Văn học giữa năm 2014 và 2018.

## Giải thưởng và danh dự
- 2010: Học bổng Truman Capote [8]
- 2011: Giải thưởng Caine dành cho tác phẩm viết về châu Phi cho truyện ngắn "Đánh Budapest" về một nhóm trẻ em lang thang ở một khu ổ chuột ở Zimbabwe.[18][19][20]
- 2013: Danh sách rút gọn Giải thưởng Man Booker cho Chúng tôi cần tên mới [14]
- 2013: Giải thưởng "5 Under 35" của National Book Award được lựa chọn bởi một hội đồng gồm những người vào chung kết và người chiến thắng trong quá khứ. Bulawayo đã được lựa chọn bởi Junot Díaz.[21]
- 2013: Danh sách rút gọn Giải thưởng Sách đầu tiên của Người giám hộ cho Chúng tôi cần Tên mới [22]
- 2013: Chung kết Giải thưởng Barnes & Noble Discover cho Chúng tôi cần tên mới [23]
- 2013: Giải thưởng Etaluat cho Văn học cho We Need New Names [24][25]
- 2013: Giải thưởng Nghệ thuật Seidenbaum của Los Angeles Times dành cho tiểu thuyết đầu tiên, người chiến thắng cho Chúng tôi cần tên mới.[26]
- 2014: Hemingway Foundation / Người chiến thắng giải thưởng PEN cho Chúng tôi cần tên mới [27][28]

## Công trình
- 2009: "Ảnh chụp nhanh", được xuất bản trong New Writing from Africa 2009 (JM Coetzee, ed.)
- 2010: "Đánh Budapest", được xuất bản trên Tạp chí Boston [29] và Giải thưởng Caine cho văn bản châu Phi 2011
- 2013: We Need New Names